# Кочубеївка (Бериславський район)
Кочубе́ївка (до 1915 — німецьке поселення Тіге) — село в Україні, центр Кочубеївської сільської територіальної громади Бериславського району Херсонської області. Населення становить 737 осіб.

## Історія
Поселення засноване в 1873 році як німецька менонітська колонія № 8/Кочубеевка, пізніше Тіге (Tiege). Німецька назва походить від однойменної колонії в Молочанському менонітському окрузі. Слов'янська назва — від прізвища колишнього власника землі — Кочубєя.
Станом на 1886 у німецькій колонії Тіге, центрі Орлафської волості Херсонського повіту Херсонської губернії, мешкало 176 осіб, налічувалось 27 дворових господарств, існували лютеранський молитовний будинок та школа.
В поселенні розміщувались: паровий млин Г.Герцена, П.Дорлова, та П.Дека (1896), оцтовий завод А.Фрезе, склад сільськогосподарських машин, лавки, Центральне училище. Відділення спілки Союзу громадян голанського походження (1922 р.), середня школа, бібліотека, клуб.
7 (20) листопада 1917 року, відповідно до Третього Універсалу Української Центральної Ради, увійшло до складу Української Народної Республіки.
Вбиті «махновцями» в 1919 р., вмерли від голоду 1932-33 рр. 18 осіб. Депортовано в 1929-41 роках 42 чоловіки.
12 червня 2020 року, відповідно до Розпорядження Кабінету Міністрів України від № 726-р «Про визначення адміністративних центрів та затвердження територій територіальних громад Херсонської області», увійшло до складу Кочубеївської сільської громади.
19 липня 2020 року, в результаті адміністративно-територіальної реформи та ліквідації   Високопільського району.увійшло до складу Бериславського району.

### Російсько-українська війна
24 лютого 2022 року село було окуповане . 31 березня 2022 року ЗСУ звільнили село від російської окупації.
26 січня 2023 року внаслідок обстрілу загинула одна людина та три поранено

## Населення
Згідно з переписом УРСР 1989 року чисельність наявного населення села становила 702 особи, з яких 323 чоловіки та 379 жінок.
За переписом населення України 2001 року в селі мешкала 737 осіб.

### Мовний склад
Рідна мова населення за даними перепису 2001 року:
| Мова       | Чисельність, осіб | Доля     |
| ---------- | ----------------- | -------- |
| Українська | 699               | 94,85 %  |
| Російська  | 36                | 4,88 %   |
| Інше       | 2                 | 0,27 %   |
| Разом      | 737               | 100,00 % |

## Відомі люди
- Сікорський Анатолій Олексійович — (16 серпня 1937 с. Кочубеївка — 23 липня 1985 с. Сергіївка Березнегуватського р-ну Миколаївської обл.) — історик, археолог, краєзнавець. Дослідник археологічних пам'яток басейну р. Висунь.[12]